# Jekatěrina Vilkova
Jekatěrina Nikolajevna Vilkova (rusky Екатерина Николаевна Вилкова, * 11. července 1984, Gorkij, nyní Nižnij Novgorod, Ruská SFSR, Sovětský svaz) je ruská divadelní a filmová herečka. Studovala nejprve divadelní školu v rodném Nižním Novgorodě, v roce 2006 ukončila následné studium na moskevské škole divadla a umění.
Od 1. května 2011 je provdána za ruského herce Ilju Ljubimova a 11. února 2012 porodila dceru Pavlu.
Hrála například ve filmu Černý blesk.